# Tuonetar
Tuonetar, en la mitología finlandesa, es la soberana del mundo subterráneo o del reino de las tinieblas y de la muerte. Ella es la hija, o esposa, (o ambas) de Tuoni, el señor de la muerte, con quien ella tutela en el inframundo: Tuonela. 
Cuando los muertos llegan a su reino, ellos son sus afables anfitriones y se esmeran por ofrecer, a sus huéspedes dilectos, como bienvenida, una jarra repleta de ranas y de gusanos. En las ceremonias de acogida, de los recién fallecidos, también participan los hijos y parientes de los señores de Tuonela. 
En una canción del siglo XVI, Väinämöinen llega a su reino. Tuonetar está encantada de ofrecerle una dorada copa de cerveza, pero cuando está cerca puede ver que en realidad es una poción negra hecha de huevos de rana, serpientes jóvenes venenosas, lagartos, víboras y gusanos - John Croumbie Brown. Si una persona bebe esa infusión, conocida como la cerveza del olvido, esta olvida que alguna vez existió y desde entonces es imposible volver a la tierra de los vivos, solamente para Tuonetar y los hijos de Tuoni fue permitido el dejar Tuonela.
Cuando Väinämöinen le pide a Tuonetar que revele las tres palabras mágicas que está buscando ella rehúsa y promete que él nunca dejará Tuonela vivo. Entonces ella lo deja dormido con su varita mágica y hace que su hijo de tres dedos teja mil redes de hierro y cobre para atraparlo si él intenta escapar por el río Tuoni. Väinämöinen consigue escaparse convirtiéndose en una serpiente y nadando a través de las redes, y cuando vuelve a Kalevala advierte a la gente de que nunca pequen para no terminar en Tuonela.
Tuonetar es reconocida como la doncella de la muerte y la deidad de los mundos subterráneos. Ella es considerada, también, la madre  de Kipu-tyttö, Kivutar, Vammatar, Kalma, y Loviatar, hermana de Louhi, así como de numerosas plagas, enfermedades, demonios y monstruos.